# Prokůpkův mlýn
Prokůpkův mlýn (Dolní panský, Válcový) je vodní mlýn v Úvalech, který stojí na potoce Výmola u hráze Mlýnského rybníka.

## Historie
Vodní mlýn je zmíněn roku 1618, kdy „dolejší ouvalský mlejn“ vlastnil Albrecht Jan Smiřický ze Smiřic. Roku 1620 byl vypálen císařským vojskem, „všechny truhly popálený jen samotná kola stojí, v něm se mlíti nemůže dokud k zpravení nepřijde“. V roce 1622 přešel na Karla I. knížete z Liechtensteinu.
Roku 1654 mlel pouze jedním kolem a uvnitř se nacházela světnička s kamny a jedním oknem. je zmíněn i rybník „dolejší ouvalský“ s násadou 25 kop kaprů (1 500 ks). V tom roce byl knížeti Karlovi Eusebiu z Lichtenštejna zabaven ve prospěch císařské milosti za spekulace jeho otce Karla I.
Roku 1663 v něm mlel nejstarší známý mlynář Matěj Zajíček. Od konce 18. století začala vrchnost mlýn pronajímat poddaným.
3. června 1883 začal k páté hodině odpoledne déšť, který rozvodnil potok. Okolo osmé hodiny zpustošila voda všechny tři úvalské mlýny a zničila všechny tři jejich splavy; u každého byla škoda za několik tisíc zlatých. Všechny tři mlýny poškodila povodeň také 16. června 1889.
Roku 1910 mlýn koupil František Prokůpek, mlynář z Tlustovous, a v majetku jeho rodu je stále. Ještě před koncem 1. světové války roku 1917 nechal B. Prokůpek budovy přestavět úvalským architektem Josefem Jedonem a zmodernizoval technické zařízení mlýna - nahradil vodní kolo Francisovými turbínami; na omítce je uvedeno datum přestavby „1917“.
Vnuk Františka Prokůpka Bohuslav provozoval mlýn od konce 2. světové války do jeho znárodnění v roce 1960. V letech 1963–1969 bylo mlýnské zařízení zakonzervováno a sloužilo jako rezerva pro mimořádné události, roku 1969 byl převeden na podnik Drobné zboží, Středočeský kraj. Ten rozhodl o demolici technologických zařízení včetně obou turbín, mlýn byl přestavěn na sklad a po technické stránce zanikl.
Roku 1991 byl v restituci vrácen synu posledního mlynáře Bohuslavu Prokůpkovi, který budovy opravil do původního stavu.

## Popis
Mlýnice a dům jsou pod jednou střechou, ale dispozičně oddělené. Mlýn je zděný, jednopatrový, budovy jsou postaveny kolem dvora. U hráze stojí patrová mlýnice s přízemní obytnou budovou zakončenou kruhovým nárožím. V zadní části areálu pod hrází stojí přízemní hospodářské budovy. Mlýnice i obytná budova mají zdobenou omítku ve stylu pozdní secese.
Technologické zařízení bylo zlikvidováno po roce 1969. Vedle zbytku turbínové kašny leží 5 mlecích kamenů. K mlýnu vedla voda rybníka přes stavidlo. V roce 1930 měl mlýn dvě Francisovy turbíny, spád 2 a 6 metrů a výkon 19,8 a 6,9 HP.